# Aire soy
«Aire soy» es un sencillo lanzado en 1986 por el cantante español Miguel Bosé. La letra fue coescrita por Miguel Bosé junto con Riccardo Giagni e incluida en el álbum «Salamandra» de 1986. En 2012 la canción fue regrabada por Bosé junto a la cantante mexicana Ximena Sariñana y lanzada como primer sencillo en su disco Papitwo, esta versión obtuvo muy buena recepción tanto de críticos de música como de los fans de ambos cantantes.

## Antecedentes y significado
La canción continúo con el éxito del LP; para promocionarla también se grabó un video donde se puede ver a un Bosé todo de negro con el pelo corto y recogido, acompañado por varias jóvenes con el look de esa época y grabado en un local de moda madrileño.
La letra es una profunda reflexión sobre la fragilidad del ser humano y la dependencia emocional. Desde el inicio, la letra nos introduce a una serie de imágenes y metáforas que evocan la transitoriedad y la inestabilidad.

## Listas musicales
| Lista (2012)                              | Puesto |
| ----------------------------------------- | ------ |
| México (Billboard Mexico Airplay)         | 1      |
| México (Billboard México Espanol Airplay) | 1      |
| Paraguay (Radio Latina)                   | 12     |